# Tegostoma millotalis
Tegostoma millotalis là một loài bướm đêm trong họ Crambidae.